# 完顏鄭家奴
完顏鄭家（1121年—1161年），《宋史》中称完顏鄭家奴，鄆王完顏昂之子。

## 生平
皇統初，以宗室子授定遠大將軍，除磁州刺史。天德間，為右諫議大夫，累遷會甯尹、安化軍節度使，改益都尹。
正隆六年（1161年），海陵王伐宋，為浙東道副統制，與工部尚書蘇保衡以舟師自海道趨臨安，至松林島阻風，泊島間。十月丙寅（阳历11月16日），凌晨有船工望見宋战船，請為防備。完顏鄭家問：「去此幾何？」船工说：「以水路測之，且三百里。風迅，行即至矣。」完顏鄭家不懂海船原理，不相信。结果，南宋两浙西路馬步軍副總管李寶率120戰船3000人的水师到达，見完顏鄭家無備，即以火砲擲之。完顏鄭家見左右舟中皆火發，赴水死。此次海战史称「唐岛之战」。